# Baryphthengus martii
Рыжий момот (лат. Baryphthengus martii) — один из двух видов птиц рода красноголовых момотов из семейства момотовых. 

## Этимология
Видовое название martii дано в честь немецкого ботаника и натуралиста Карла Марциуса.
Одному из подвидов было дано название semirufus. Это слово образовано от двух латинских: semi — половина и rufus — рыжий, оранжевый.

## Описание

### Внешний вид
Длина тела птицы 42—47 см. Масса тела у подвида B. m. martii составляет 146—160 г у самцов и 153—173 г у самок, а у подвида B. m. semirufus — 185—193 г у самцов и 170—208 г у самок. Силуэт птицы стройный, размер туловища кажется небольшим из-за относительно длинного хвоста. Лапы тонкие и короткие. Клюв мощный и с зазубринами; чёрного цвета. От клюва к глазу и дальше тянется широкая чёрная полоса. Голова, шея, горло и брюшко оранжевого цвета. Крылья, спина и верхняя часть хвоста — зелёные. Нижняя часть хвоста голубого цвета. Два средних пера хвоста самые длинные и в середине имеют голый остов, так что на концах перьев образуются овалы, похожие на ракетки. Половой диморфизм не выражен. Два подвида отличаются размером и незначительно окраской оперения.

### Голос
Как и у большинства момотовых, звуки, которые издаёт Baryphthengus martii, быстрые, приглушённые и дважды повторяются. Обычно это характе́рное «хуту-хуту» или же «бут-ут». Baryphthengus martii можно услышать с верхушки дерева, от которого звук расходится эхом (что немного затрудняет определение месторасположения птицы). Baryphthengus martii часто слышат на рассвете, когда он(она) перекликается с другими птицами.
- Голос Baryphthengus martii на сайте xeno-canto.org

## Распространение
Обитает в Центральной и Южной Америке в равнинных и горных лесах; также селится в лесах, восстановившихся после вырубки. Подвид B. m. martii обитает в Амазонии на территории Колумбии, Эквадора, Бразилии, Перу и Боливии,
а подвид B. m. semirufus распространён на территории Панамы, Коста-Рики, Никарагуа, Гондураса, Колумбии и Эквадора.

## Питание
Baryphthengus martii обычно можно увидеть на вершине дерева, где он сидит и поджидает добычу. Птица слетает с ветки, чтобы поймать насекомое на лету или же схватить какое-нибудь мелкое животное на земле, такое как мышь или ящерица. Клюв птицы имеет специальные зазубрины, чтобы надёжнее захватить изворотливую добычу. Иногда Baryphthengus martii преследует муравьёв или термитов. Также птица лакомится мелкими фруктами, сорванными ею в полёте.

## Поведение и размножение
Молодые особи Baryphthengus martii живут отдельно, в дальнейшем, сформировав пару — вдвоём, зачастую до конца жизни.
Для гнезда оба родителя вырывают нору, обычно на склоне холма или оврага.

## Классификация
Международный союз орнитологов выделяет два подвида:
- B. m. martii (Spix, 1824)
- B. m. semirufus (Sclater, 1853)

## Галерея

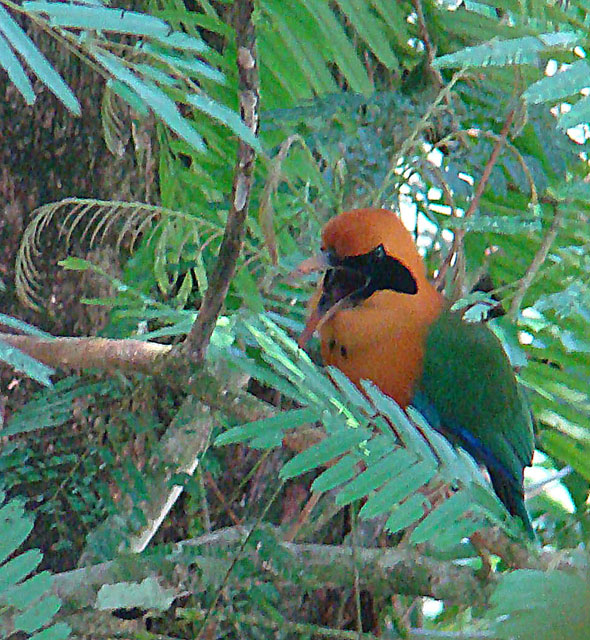
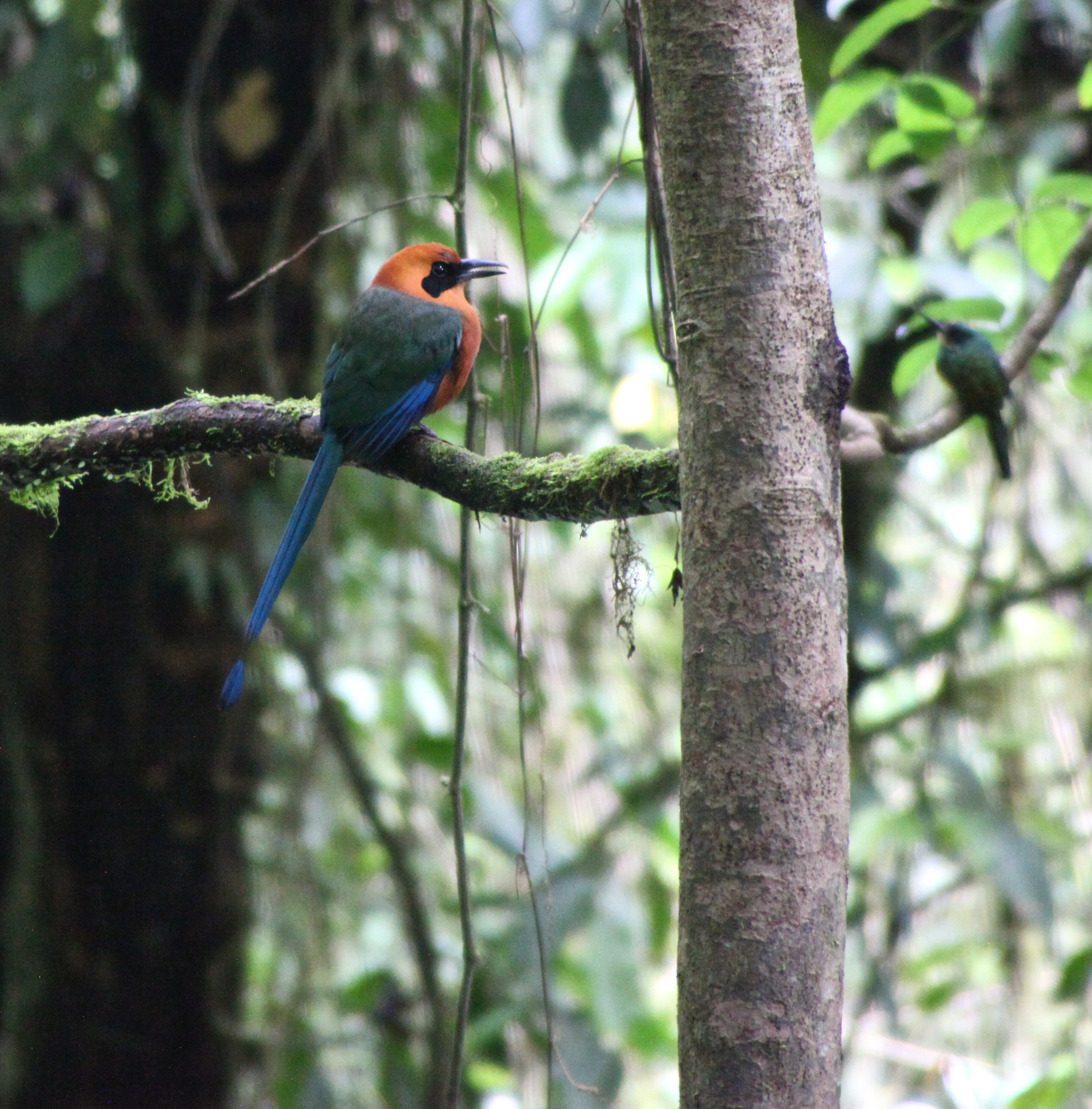
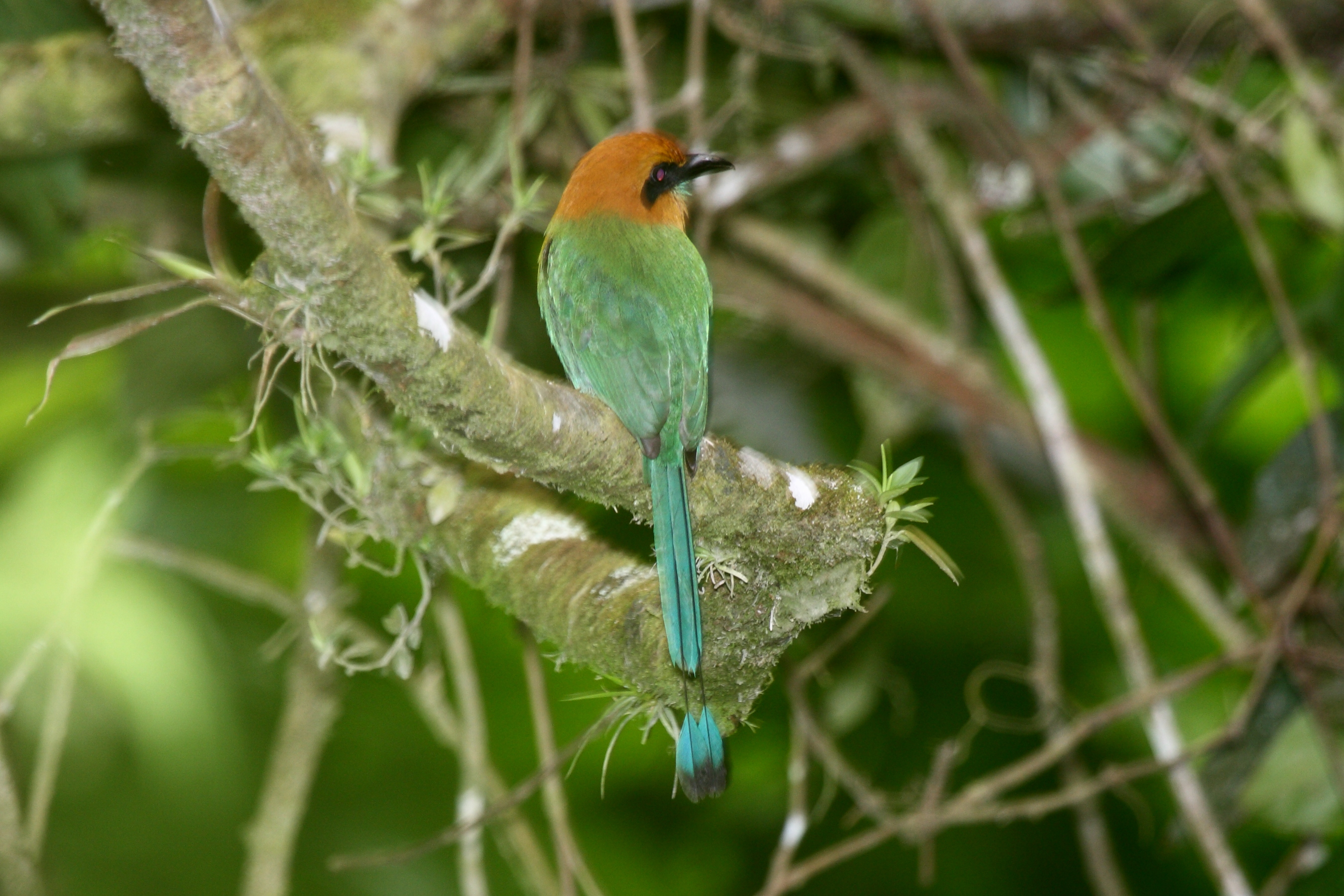
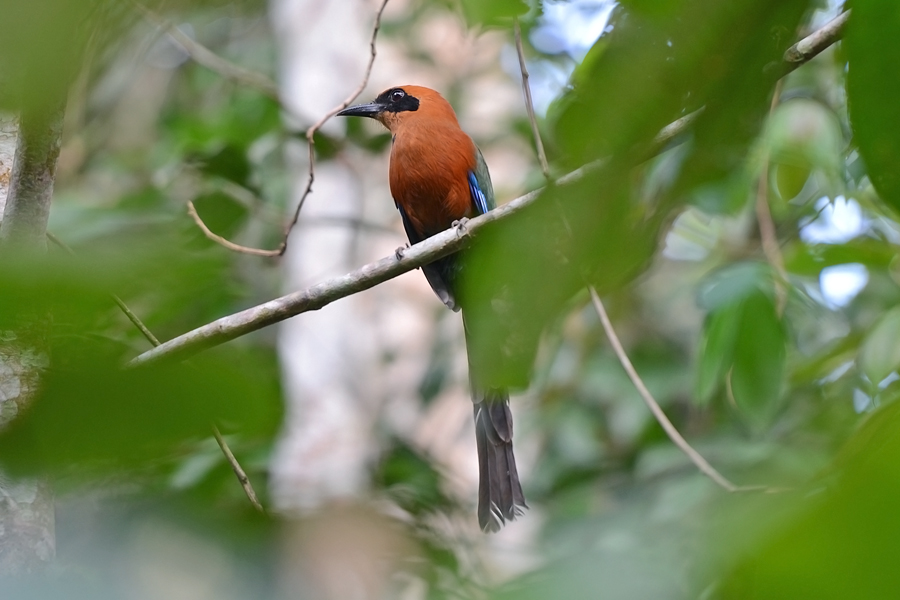